# Litauens historie
 Denne artikel bør gennemlæses af en person med fagkendskab for at sikre den faglige korrekthed.

Litauens historie falder i flere afsnit: stammetiden, den tidlige stat, fællesskabet med Polen, tiden underlagt fremmede herskere, gendannelsen af nationalstaten, den sovjetiske besættelse og den tredje nationalstat.
Som statsligt organiseret nation fremtrådte litauerne først i midten af 1200-tallet under storfyrst Mindaugas. De var indtil da endnu et ukultiveret, hedensk erobrerfolk, som allerede var begyndt at udbrede sit herredømme til de vestrussiske stammer, hvis nationalitet og sprog med tiden skulle fortrænge deres eget. På den anden side truedes de af de tyske ordensridderes krigeriske mission fra Preussen og Livland, lige som af det efterhånden konsoliderede Polen samt af tatarerne, selvom et fjendtligt hærtog ind gennem Litauens vældige skove udgjorde et overmodigt foretagende.

## En nation samles
Først i 1200-tallet fremtrådte Litauen som et historisk hele derved, at Mindaugas samlede de af den Tyske Orden i vest og tatarerne i øst truede litauiske stammer til forenet forsvar, erobrede Polotsk og besejrede Sværdbroderordenen ved Saule (1236). Mindaugas førte uafbrudte strider med disse fjender og lod sig døbe, fik kongetitel af pave Innocens 4. og blev kronet til konge af Litauen i 1253. Hans efterfølgere levede i indbyrdes strid, og Litauen tilfaldt med Vytenis (1282–1315) en ny æt, som herskede såvel i Litauen som i det siden dermed forenede Polen til midten af 1500-tallet. Vytenis’ søn Gediminas til 1328 erobrede Žemaitija samt en del af Kievriget og grundlagde byerne Vilnius og Trakai. Af dennes sønner gjorde Algirdas fra 1330 sig til enehersker, fordrev tatarerne fra Podolien og slog Dimitri, storfyrste af Moskva, ved Mosaisk i 1333. I forbund med sin svoger Kasimir den store af Polen erobrede han Røderusland i 1340, besejrede den Tyske Orden i 1343.

## Storfyrstendømmet
Efter hans død i 1377 lod hans søn Jogalia sig døbe i Kraków og antog navnet Vladislav, indgik ægteskab med Jadwiga af Polen og blev kronet som konge af Polen i 1386. Den kongelige dåb medførte, at de fleste ved Jogailas hof og de fleste adelsfamilier konverterede til den nye religion, og udløste massedåb i litauiske vandløb, en begyndelse af kristendommens indførelse i Litauen. Forbindelsen med Polen kom til at spille en vigtig rolle i landets historie i de følgende århundreder. Da Jogaila blev sat fra magten af sin onkel Kęstutis og efterfølgende afsatte og fængslede Kęstutis, indledte Kęstutis' søn Vytautas et oprør, der omtales som Den litauiske borgerkrig. Borgerkrigen, der forløb over to omgange 1381-84 og 1389-1392, svækkede både Litauen og Polen overfor Den Tyske Orden og afsluttedes med, at Vytautas blev storfyrste af Litauen i 1392 og anerkendte Jogalia som konge af Polen. Med udgangspunkt i den styrkede position indledte Den Tyske Orden et koordineret angreb med Den Liviske Orden på Žemaitija, som de indtog i 1401. Angrebet udløste en omfattende krig, som endte i slaget ved Grunwald 1410, hvor Vytautass og Jogalias samlede hære vandt en overvældende sejr over ordensridderne. Den efterfølgende fredsaftale afsluttede krigene mellem Den Tyske Orden og Polen-Litauen og sikrede det omstridte Žemaitija som en del af Storfyrstendømmet Litauen. I 1413 vedtog den polske og litauiske adel Horodłotraktaten, som fastsatte, at kongen af Polen og storfyrsten af Litauen skulle vælges af både den polske og litauiske adel, hvilket førte til, at de to lande nærmede sig hinanden kulturelt.
Efter Vytautas død i 1430 blev Jogailas yngste broder Švitrigaila (1430-32) valgt til storfyrste af den litauiske adel, den polske adel afviste imidlertid Švitrigaila og greb til våben mod bruddet på Horodłotraktaten. Dette blev indledningen til endnu en arvefølgekrig fra 1431–1435, hvor Švitrigaila søgte støtte hos den ortodokse adel i de østlige og sydlige dele af Storfyrstendømmet. Žygimantas Kęstutaitis, Vytautas broder, var den polske adels kandidat og vandt støtte fra dele af den litauiske adel. I 1432 blev Švitrigaila tvunget fra magten og Žygimantas Kęstutaitis blev storfyrste (1432-40). I det fortsatte opgør om magten allierede Švitrigaila sig med Den Liviske Orden men i 1435 vandt Žygimantas en stor sejr over Švitrigaila og Den Liviske Orden i slaget ved Pabaisko. Švitrigaila beholdt Volhynien og Kievriget.
I 1440 myrdedes Žygimantas af Švitrigailas tilhængere og Vladislav 3.s broder Kazimieras Jogailaitis blev storfyrste af Litauen. Efter broderens død under slaget ved Varna i 1444 blev Kazimieras Jogailaitis tilbudt den polske krone, men den litauiske adel, som fortrinsvis søgte at udbygge Litauens interesser i de ruthenske områder, stillede krav om de omstridte landskaber Volhynien og Podolien, en forbindende ed om at Litauens område ikke opsplittedes, og retslige og økonomiske privilegier til adelen. På disse vilkår blev Kazimieras Jogailaitis konge af Polen i 1447 under navnet Kasimir den 4. Jagiellon.
Efter Kazimieras Jogailaitis' død i 1492 valgte polakkerne hans anden søn, Jan I Olbracht, til konge, mens Litauen valgte hans tredje søn, Aleksandras I, til storfyrste. Efter Jan I Olbrachts død 1501 valgtes Aleksandras I som konge af Polen. Efter valget af Aleksandras I forblev Litauen forenet med Polen, en forening, som højtideligt stadfæstedes med Lublinunionen i 1569 og bekræftedes ved flere rigslove af 1673, 1677 og 1685. Fra den tid faldt Litauens historie sammen med Polens. Ved Polens deling tilfaldt store dele af Litauen Rusland og kun en mindre del Preussen.
Det første romerske-katolske bispedømme oprettedes i Vilnius 1387, det andet i Miedniki i Žemaitija 1417, hvor hedenskaben imidlertid levede videre længe efter. Samtidigt vandt den russisk-ortodokse tro frem blandt fyrstendømmets ruthenske adel. Litauen forblev et med arverige under stor indflydelse af Gediminas slægt, men for at styrke forening med Polen indgik de to landes adel en række unionsaftaler i 1401, 1413, 1499, 1501 med henblik på fælles kongevalg. Litauen havde indimellem fuldt selvstyre under egne storfyrster, men under den polske konges overhøjhed.

## Den polsk-litauiske realunion
Efter langvarige forhandlinger kom unionen i stand i Lublin 1569; derved indførtes (efter at Sigismund August allerede tidligere havde afstået sin arveret til Litauen) fælles kongevalg, fælles senat og rigsdag, men hvert rige ("kronen Polen" og "storfyrstendømmet Litauen") bibeholdt sine særskilte rigsembeder og sine indre lovgivning. Det betød under disse forhold mindre, at de omstridte landskaber Volhynien, Podolien og Podlasien trods litauernes protest forenedes med den polske rigshalvdel.
Siden 1400-tallet havde Litauens statsstyre, fastlagt frem for alt i "statutten" fra 1529 og 1566, udformet sig ud fra det polske forbillede. Fra 1413 gennemførtes rigets inddeling i vojvodskaber, i begyndelsen to (omkring de vigtigste byer Vilnius og Trakai), men fra 1569 ti. Hen imod 1500-tallets afslutning organiseredes forvaltningen i rigsembeder efter polsk mønster med kansler, underkansler, marskalk, hétman og så videre, dog med bibeholdelse af visse indenlandske institutioner og titler (civun med flere). Den litauiske adel havde samtidig presset en privilegielovgivning igennem, som stadigt mere øgede dens politiske magtstilling, samtidig med at den også indad til organiserede sig efter det polske forbillede. Allerede 1413 blev de litauiske adelslægter optaget i den polske og antog polske våben. Den principielle jævnbyrdighed inden for adelen blev dog i Litauen ikke så gennemført som i Polen: et fåtal store slægter (så som Radziwill, Chodkiewicz, Sapieha, Pac) besatte som regel de vigtigste embeder inden for central- og provinsadministrationen, hvor igennem de også dominerede i (det fra 1569 polsk-litauiske) senat.

## Litauens nationale vækkelse

### Det litauiske sprogs status
I 1800-tallet var store dele af den litauiske adel poloniseret som følge af den lange periode med fælles polsk-litauisk statsdannelse. I begyndelsen af 1800-tallet var anvendelsen af det litauiske sprog stort set begrænset til de litauiske landdistrikter. Sproget anvendtes hovedsageligt som talesprog og blev ikke anvendt til skriftlige arbejder og taltes i hovedsagen kun af de lavere samfundslag. Selv i dele af middelklassen var det populært at bruge polsk, og kun nogle få medlemmer af den lavere adel i Žemaitija anvendte sproget dagligt. Litauisk var endnu ikke standardiseret, og dets grammatik varierede meget på de Aukštaitijanske og Žemaitijanske dialekter og deres underdialekter. Der var frygt for, at sproget ville uddø, da mange i de østlige områder i det nuværende Litauen og de nordvestlige dele af det nuværende Hviderusland talte polsk eller hviderussisk til daglig. Det eneste område, hvor litauisk var anset som skriftsprog, var i det tyskkontrollerede Lille Litauen i Østpreussen, men selv her truedes sproget og den litauiske kultur af indvandringen af tyskere.
Flere faktorer bidrog til den efterfølgende vækkelse: sproget fik opmærksomhed fra forskere af den nye sammenlignende sprogvidenskab, afskaffelsen af livegenskabet i det russiske imperium i 1861 øgede den sociale mobilitet, og mange litauiske intellektuelle kom fra landdistrikterne. Samtidigt blev sproget forbundet med den nationale identitet, i lighed med andre steder i hele Europa. Inden for den katolske kirke blev begrænsningerne, der tidligere havde forhindret almuen i at blive præster, lempet. Et tættere samarbejde udviklede sig mellem de uddannede præster, som i stigende grad var af litauisk oprindelse, og sognebørnene, herunder deres ønske om at bruge det litauiske sprog. Den nye nationale bevægelse distancerede sig både fra polsk og russisk indflydelse, og brugen af den litauiske sprog blev set som et vigtigt ed af denne bevægelse. På trods af trykkeforbuddet fortsatte læsefærdigheden af litauisk med at stige og var en af de højeste i det russiske imperium, kun overgået a f læsefærdigheden blandt finner, estere og letter.

### Udvikling af de nationale ideer
Udviklingen af litauisk national kultur og identitet blev hæmmet af trykkeforbuddet mod litauisk og forbuddet mod anvendelsen af det latinske alfabet, der var en af de undertrykkende foranstaltninger, som fulgte på folkeopstanden 1863. Vækkelsen startede blandt unge litauere, der var uddannet på universiteter i Rusland og Vesteuropa. De kom hovedsageligt fra velhavende bondeslægter og var mindre påvirket af poloniseringen. Bevægelsen stod for udgivelsen af litauiske aviser, blandt andet "Ausra", som blev ledet af to energiske forkæmpere for den nationale bevægelse, J. Basanavicius og J. Sliupas. Avisen blev efterfulgt af andre litauiske aviser, blandt andet den katolsk indstillede avis "Zemaiciu ir Lietuvos apzvalga", som udkom fra 1890, ligesom der udkom digte og bøger på litauisk. Disse skrifter romantiserede det tidligere i Storfyrstendømme Litauen og skildrede nationens mange helte.
Den russiske undertrykkelse blev hårdere, og angreb på katolske kirker er kendt blandt andet i 1893, hvor Kraziaimassakren udspillede sig på baggrund af et russisk dekret om nedrivning af Kraziai Klosterkirke. Befolkningen satte sig til modværge og forsvarede kirken i tre dage, men den russiske guvernør over Kaunas, Nikolai Klingenberg, omringede kirken og drev forsvarerne ned i den nærliggende flod, hvor seks druknede. Bagefter blev en række af katolikker offentligt pisket og omkring 70 kom for retten. Disse begivenheder styrkede udviklingen af den nationale bevidsthed, øgede folks fremmedgørelse overfor Rusland og blev med held udnyttet af den anti-russiske og anti-zaristiske propaganda.
Vækkelsen blev drevet frem af flere uafhængige bevægelser, der modsatte sig russisk indflydelse, blandt andet det litauiske socialdemokratiske parti, der oprettedes 1896. Partiet havde både sociale reformer og Litauens selvstændighed som mål i sit program. Partiet udgav avisen "Derbininku balsas" (dansk: Arbejdernes stemme). Frem til trykkeforbuddets ophævelse i 1904 blev alle aviser trykt i Tilsit, smuglet over grænsen til det russiske Litauen og spredt af hemmelige såkaldte "bogbærere" (litauisk: knygnesis). I 1904 begyndte Litauens første lovlige avis "Vilniaus žinios", redigeret af Petras Vileišis, at udkomme.

### Vilnius' store Seimas
Allerede inden udbruddet af den russiske revolution 1905 stod de russiske myndigheder i Litauen magtesløse overfor spredningen af litauiske tryksager og aviser. Den revolutionære bevægelse i Rusland 1905 havde mange steder, herunder i Litauens naboland Letland, præg af en agrarrevolution, men i Litauen havde den en rent politisk karakter. Den rettedes mod lokalmyndighederne. Alle russiske tjenestemænd, politifolk og skolelærere fjernedes med vold. Om sommeren 1905 udsendte socialdemokratiet en opfordring til indkaldelse af en kongres for genoprettelsen af den litauiske stat. Dette initiativ blev fulgt op af Vilniaus žinios og Vilnius store Seimas, inspireret af den revolutionære opstand, indkaldtes den 4.-5. november 1905 (efter den gregorianske kalender 21.–22. november) med 2.000 folkevalgte repræsentanter fra alle dele af Litauen. Seimas vedtog en resolution, der formulerede litauernes politiske minimumskrav om kulturelt, administrativt og finansielt selvstyre.

### Repressionen
Efter revolutionen var blevet undertrykt i Rusland, lykkedes det russerne med kosakkernes hjælp at underkue den litauiske folkeopstand. Mange litauiske ledere blev hårdt straffet, mens store dele af de veluddannede, som havde ledet oprøret, flygtede til udlandet, fortrinsvis til USA. Imidlertid lykkedes det Litauen efter folkeopstanden i en vis udstrækning at beholde den genvundne presse- og forsamlingsfrihed og andre kulturelle frihedsrettigheder. Striden førtes nu på det økonomisk-sociale område. For at styrke sin stilling i Litauen ophævede den russiske regering 1907 den oldgamle litauiske agrarlov, ifølge hvilken ingen udlænding måtte eje jord i Litauen. Den russiske regering påbegyndte herefter med agrarbankens hjælp at kolonisere Litauen med russere, til hvilke litauisk jord overdroges gratis eller til en lav pris.
Jorden blev taget fra ejendomme, hvis ejere var blevet straffet for delagtighed i oprøret 1863 eller senere for anti-russisk virksomhed og hvis gods var blevet frataget dem. Desuden uddeltes de godser, hvis ejere var blevet forgældet i agrarbanken, og hvis ejendom ved manglende indfrielse af gælden blev tvangssolgt af denne til russerne. Men man forstod i Litauen at udnytte især de til Amerika udvandrede litaueres penge i kampen mod russerne også på dette område. Alle de godser, der blev truet med at blive tvangssolgte af agrarbanken, blev opkøbt af private litauere, som efterfølgende solgte godserne udstykket i jordlodder til litauiske småbønder eller til litauere, som vendte tilbage fra Amerika. Samtidigt begyndte en hastig udvikling af den kooperative bevægelse, som udbredte sig især i det vestlige og sydlige Litauen. Samtidig med kampen mod det russiske undertrykkelse foregik en heftig strid i det østlige Litauen mellem litauere og polakker, mest på det kirkelige område og ledtes af præsterne.

## Den første verdenskrig
1. verdenskrigs udbrud 1914 indgav litauerne nye forhåbninger. Men den tyske okkupation, som begyndte 1915, og som varede til 1918, syntes i begyndelsen helt at slukke disse forhåbninger. Den litauiske presse blev forbudt af tyskerne, økonomisk virke blev lammet, den livlige kooperative rørelse ligeledes. Desuden led Litauen hårdt derved, at landet blev krigsskueplads, ikke mindst Suvalkija-området og de nordvestre dele af landet. Foruden mindre byer blev byen Siauliai (Sjavli), hele vestlige Litauens industri- og handelscentrum, jævnet med jorden. Russerne havde ved deres tilbagetrækning hærget landet på alle måder, ødelagt fabriksanlæg og værksteder og endda landbrugsredskaber. Tyskernes militære administration tillod ej heller under den lange besættelse landets økonomiske liv og landbruget at komme sig. Tyskerne, som i begyndelsen af verdenskrigen kæmpede med russerne om at begunstige polakkerne, begunstigede dem også i Litauen. Den politiske situation tvang nu litauerne til at samle og organisere sine kræfter i hemmelighed. Over hele Litauen fandtes hemmelige politiske komitéer med en centralkomité i Vilnius, som på alle måder forsøgte at opretholde forbindelserne med litauerne i Rusland og USA.
Omkring 220.000 litauere "evakueredes" til Ruslands indre under den russiske tilbagetrækning, blandt dem mange veluddannede. Efter den russiske martsrevolution 1917 sammentrådte en litauisk landdag den 10-17. juni i Skt. Petersborg. Landdagen traf beslutning om Litauens fuldstændige udskillelse fra Rusland og oprettelsen af et selvstændigt Litauen. Beslutningen videregaves omgående officielt til den daværende russiske regering. De amerikanske litauere udtalte sig på en lang række møder til fordel for det selvstændige Litauen og drev livlig propaganda i USA for Litauens sag. Tyskerne indså til sidst, at de var tvunget til at regne med litauernes politiske krav. Den l-4. august 1917 fik litauerne for første gang under den tyske besættelse lov til at afholde offentligt møde i Vilnius for at drøfte sine politiske sager. Dog overvågedes mødet af tyske gendarmer. 18-22. september sammenkaldtes en litauisk landdag, i hvilken deltog repræsentanter for alle Litauens besatte dele; dog ikke de folkevalgte, men blot de inviterede, da de tyske besættelsesmyndigheder ikke ville tillade afholdelse af valg. Landdagen vedtog en resolution om oprettelse af et selvstændigt Litauen, men offentliggørelsen af resolutionen forhindredes af de tyske myndigheder. Myndighederne tillod dog, at landdagen udnævnte 20 repræsentanter, der dannede et råd kaldet Valstybés taryba (statsråd). Tyskerne erklærede sig til sidst villige til at anerkende Litauens selvstændighed under forudsætning af, at Litauen indgik et tæt militært og økonomisk samarbejde med Tyskland. Disse vilkår vandt tilslutning blandt en del af statsrådets medlemmer, mens de øvrige protesterede og trådte ud af rådet. Den 16. februar 1918 sammentrådte Valstybés taryba på ny i sin helhed og proklamerede Litauens fuldstændige selvstændighed, proklamationen blev videregivet til de allierede magter og neutrale lande af særlige udsendinge. Tyskerne tog dog skridt til at modvirke, at proklamation spredtes i selve Litauen. Aviser, som gengav proklamationen, konfiskeredes, og taryba erklæredes for opløst. Den 16. februar regnes imidlertid lige siden som det genfødte Litauens nationaldag.
Da tyskerne indså, at de ville tabe krigen, anerkendte de Litauens fuldstændige selvstændighed. Dog forsøgte de så længe som muligt at på den ene eller anden måde tilknytte Litauen til Tyskland. Man forsøgte først at få oprettet en union mellem Litauen og Preussen. Tyskerne ville gøre Kejser Wilhelm 2. til Litauens konge, men da litauerne ikke ville anerkende en protestantisk fyrste som Litauens konge, begyndte man i Tyskland at lede efter romersk-katolske fyrster. Til sidst enedes man om, at hertugen af Urach (i Württemberg), som kunne påvise slægtsmæssige rødder fra de gamle litauiske fyrstehuse, skulle blive Litauens konge under navn af Mindaugas. Hans kandidatur accepteredes med hjælp af statsrådets højre fløj med en lille majoritet mod den venstre fløjs protester. Dog nåede hertugen af Urach ikke at bestige tronen inden, at den tyske besættelse ophørte. 18. oktober 1918 dannedes af professor A. Va1demaras den første litauiske regering i Vilnius. Taryba skulle, i henhold til den provisoriske forfatning og indtil en egentlig konstituerende forsamling kunne sammentræde, fungere som parlament.
I begyndelsen af januar 1919 igangsatte bolsjevikkerne en offensiv mod Litauen. Landet havde helt naturligt ikke nået at organisere nogen større forsvarsstyrker, og Vilnius måtte rømmes. Regeringens nederlag i kampen mod bolsjevikkerne forårsagede dets afgang. I stedet dannedes det folkesocialistiske ministerium M. Slezevicius, der i Tyskland opnåede at få et lån på 100 mio. mark, som nu satte Litauen i stand til at organisere et effektivt forsvar. 4. april 1919 valgtes Litauens første præsident, Antanas Smetona. Snart begyndte litauernes kamp mod bolsjevikkerne, og denne gik så godt, at disse efter blot en måned var blevet fordrevet fra næsten hele Litauen fraset byen Vilnius med nærmeste omegn. Litauernes fremgang foruroligede polakkerne, som havde håbet af sikre hele Litauen som eget område. De skyndte sig nu at med store styrker okkupere Vilnius-området og drog, under påskud om at søge efter bolsjevikker, stadigt dybere ind i Litauen samt underlagde sig halvdelen af litauisk område frem til linjen Seinai-Kaisedorys-Ukmergė-Panevézis. Polakkernes fortsatte fremmarch forhindredes af den harme, som opstod i hele Europa over deres politik mod Litauen og foranledige de allierede til at indgribe. Således skabtes den første demarkationslinje mellem Litauen og Polen. I oktober samme år indbrød i Litauen fra Tyskland de af general von der Goltz og eventyreren Avalov-Bermondt organiserede styrker, hvilke havde som mål at erobre Litauen og Letland og forene sig med Judenitjs i Estland opererende, mod Skt. Petersborg rettede tropper. Hovedstriden mod dem udkæmpedes fremgangsrigt af letterne ved Riga og af litauerne ved Panevézis (Ponevjesj) og Siauliai. 15. december 1919 blev de sidste rester af disse styrker drevet ud af Baltikum og tilbage til Tyskland.

## En stat genopstår
Disse svære og tabsgivende kampe forhindrede dog ikke litauerne i at søge at stabilisere forholdene i landet og oprette normale forbindelser med andre lande, i særdeleshed de skandinaviske lande samt England og USA. Den 15. maj 1920 trådte Litauens folkevalgte konstituerende forsamling sammen, og erstattede taryba og dets provisoriske regering. Den konstituerende forsamling valgte Litauens anden præsident, A. Stulginskis, og der dannedes net nyt ministerium under folkesocialisternes ledelse med doktor Grinius som ministerpræsident. Den konstituerende forsamlings hovedopgave var at udarbejde landets forfatning. Efter et års arbejde var opgaven fuldført og den konstituerende forsamling opløstes. Den 13. november 1922 sammentrådte Litauens første normale parlament (Sejmas). 12. juli 1922 sluttedes en litauisk-russisk fredsaftale efter flere måneders forhandlinger i Moskva, hvori Litauen tilkendtes 5 mio. guldrubler i skadeserstatning og udleveringen af alt Litauens jernbanemateriel fastlagdes, der havde været benyttet af de russiske myndigheder, ligesom at statslig og privat ejendomsret blev genskabt. Aftalen fastsatte grænsen mellem Litauen og Rusland.
Under den russisk-polske krig 1920 rømmede Polen hele det besatte Litauen, og denne besættelse efterfulgtes af en russisk invasion. Først efter energiske forhandlinger og delvist med vold blev bolsjevikkerne tvunget at respektere Moskva-aftalen, og 28. august rømmedes det østlige dele Litauen. 6. oktober samme år indgik Polen og Litauen en våbenhvile i Suwałki, hvorefter fredsforhandlinger snart skulle indledes. Men polakkerne, der nød godt af fremgangen mod bolsjevikkerne, organiserede i stedet under general Zeligowskis ledelse et militærkup og indtog 9. oktober Vilnius. Zeligowski ville benytte sig Litauens svære situation med troperne ved den russiske grænse langt borte fra Vilnius og Kaunas, han begyndte derfor en offensiv mod Kaunas. Det lykkedes dog snart litauerne at samle de spredte styrker mod de fremrykkende polakkers hovedstyrke, og ved Giedraiciai og Sirvintos led polakkerne store tab af fanger og krigsmateriel. Litauerne påbegyndte straks deres fremmarch mod Vilnius. Ved en meget energisk indgriben af Frankrig i Folkeforbundet afblæstes stridighederne, og der oprettedes en 10 km bred neutral zone mellem Litauen og Polen. Den litauisk-polske konflikt kom under Folkeforbundets behandling, der gav belgieren P. Hymans til opgave at udarbejde et forslag til Litauens og Polens forsoning. I følge Hymans forslag skulle Litauen organiseres efter schweizisk mønster med Kaunas, Vilnius og Memel som selvstændige "kantoner" samtidig med at underlægges Polen i militære, økonomiske og udenrigspolitiske spørgsmål. Dette forslag accepteredes af Polen, men forkastedes af Litauen. Hymans udarbejdede endnu et forslag, hvori han i nogen grad modererede det førstes bestemmelser; ifølge dette skulle Litauen foruden Vilnius- og Grodno-områderne tillige beholde Polens såkaldte "russiske korridor". Men heller ikke dette forslag kunne formå Litauen at lade sin skæbne sammenknytte med Polens. Den litauisk-polske konflikt forblev uløst; dog udtalte ambassadørkonferencen og Folkeforbundet sig til fordel for en grænselinje, som gav Polen det omstridte Vilnius-område.
Ifølge Versailles-freden skulle Memel-området tilfalde Litauen, men polske krav om en særstilling for området trak overdragelsen ud. Med udsigt til truslen om at eventuelt blive indlemmet i den polske interessesfære og på grund af den ulidelige økonomiske situation gjorde en stor del af Memel-befolkningen den 10. januar 1923 oprør mod den franske garnison på 200 mand, som afvæbnedes. Befolkningens litauiske del krævede området forenet med Litauen. Kort efter indledtes forhandlinger i Paris om Memel-spørgsmålet mellem Litauen og de allierede regeringer, men disse forhandlinger ledte dog ikke til positive resultater. Spørgsmålet afgjordes ved mellemkomst af Folkeforbundets råd, og 24. maj 1924 undertegnedes en konvention mellem Litauen og de allierede magter, ifølge hvilken Memel-området blev overdraget til Litauen som en autonom del af landet. Forslaget til Memel-konvention var blevet udarbejdet af amerikaneren Norman Davis, tidligere et medlem af Wilsons kabinet.

## Litauen i mellemkrigstiden
Efter Polens besættelse af Vilnius-området (som Litauen aldrig anerkendte) den 18. april 1922 udgjorde landets areal 53.242 km2 med 2.028.971 indbyggere (ved folketælling i 1923) eller 38,2 pr. km2, fraset Memel-området. Af Befolkningen var 80,14 % litauere, 7,11 % jøder, 4,08 % tyskere, 3,02 % polakker, 2,34 % russere, 0,69 % letter og 0,20 % hviderussere. I 1925 bekendte 80,47 % sig til den romersk-katolske konfession, mens 9,55 % var evangelisk-lutherske, 7,26 % var jøder, og til andre trossamfund (græsk ortodokse og andre) hørte 2,72 % (Memel-området iberegnet).

### Landbrug
Befolkningen drev hovedsageligt landbrug. Agerbrugsarealet og udbyttet for de vigtigste afgrøder (i 1.000 ha og 1.000 t) var i 1927 følgende: rug (502 ha; 538,2 t), byg (197 ha; 189,7 t), havre og blandsæd (412 ha; 346,2 t), hvede (120 ha; 143,5 t), kartofler (139 ha; 1.264,0 t) og hør 84.000 ha med et udbytte af 35.700 t hørfrø og 33.600 t hørtråd. Kvægbestanden var i 1925: 497.000 heste, 1.339.000 stk. hornkvæg, 1.448.000 svin og 1.455.000 får.

### Handel
I 1927 indførtes for 265.694.000 litas og udførtes for 245.929.000 litas (1921: 95.332.000 litas og 57.614.000 litas). De vigtigste landes deltagelse i handelsomsætningen var i 1.000 litas: Tyskland (141.217 af importen, 126.761 af eksporten), Storbritannien (henholdsvis 17.925 og 61.076), Letland (10.149 og 21.851), USA (14.503 og 4.379); efter Tjekkoslovakiet, Nederlandene, Sverige, Belgien, SSSR og Frankrig fulgte Danmark (2.868 af importen og 832 af eksporten). De vigtigste indførselsartikler (i 1.000 litas) var bomuldsvarer (29.852), sukker (20.534), uldvarer (14.202), kul og brændselsolier (13.892), kunstgødning og lignende (10.217), fisk (9.117) samt stål, jern og lignende (7.992). De vigtigste udførselsartikler var (i 1.000 litas): hør (54.949), træ (26.850), papir og papirmasse (23.791), hørfrø (18.497), smør (13.565), flæsk og levende svin (12.591), heste (10.989) og æg (10.943).

### Samfærdsel
Den totale længde af jernbanerne var 31. december 1927 1.643 km, heraf 1.143 km bredsporet linje.

### Statsregnskab
Litauens budget for 1928 viste en indtægt og en udgift på 252.999.000 litas. Den indre statsgæld var samme år 1.069.168.000 litas, mens den ydre var på 87.884.825.000 Litas.

### Statsstyre
Litauen fik en ny forfatning af 25. maj 1928, der dog ikke var væsentlig forskellig fra den tidligere. Rigsdagen, Seimas, var herefter på 85 medlemmer, som valgte præsidenten, der kun kunne genvælges een gang. Valget gjaldt for 7 år. Rigsdagen selv sad i 5 år, og alle statsborgere over 24 år havde stemmeret, og personer fra 30—85 år var valgbare. Præsidenten udnævnte ministerpræsidenten, som sammensatte ministeriet, der sammen med præsidenten havde den udøvende magt. Sideløbende udpegede præsidenten et rådgivende statsråd på 5 medlemmer.
På trods af at Vilnius-området var besat af Polen, betragtedes Vilnius stadigt som Litauens hovedstad, og regeringens sæde i Kaunas som blot midlertidig.